# Москва 24
Москва 24 — цілодобовий інформаційно-пізнавальний телеканал з центром мовлення в Москві.
Створено ВГТРК з ініціативи мера міста Москви Сергія Собяніна.
Входить в об'єднаний холдинг московських ЗМІ «Москва Медіа».

## Історія
- У травні 2011 року Уряд Москви розпочав роботу над створенням інформаційного телеканалу на базі колишнього телеканалу «Столиця».
- У червні було оголошено, що канал почне мовлення вже в день міста.
- У липні Собянін під час свого виступу на координаційній раді столичного відділення «Загальноросійського народного фронту» заявив про створення новинного каналу. За інформацією газети «Комерсант» з посиланням на гендиректора «Столиці» Ігоря Шестакова, новий телеканал буде створений на частоті «Столиці».
- 5 вересня 2011 о 21:00 телеканал почав мовлення. У перші 30 хвилин ефіру була показана повна презентація каналу, а потім вийшов перший прямий ефір. На презентацію каналу прийшов Сергій Собянін.
- У перший день початку роботи телеканалу трансляція в мережі інтернет не велася.

## Логотипи

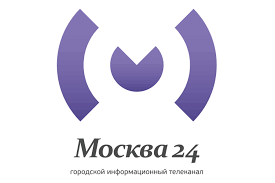
2011-2012
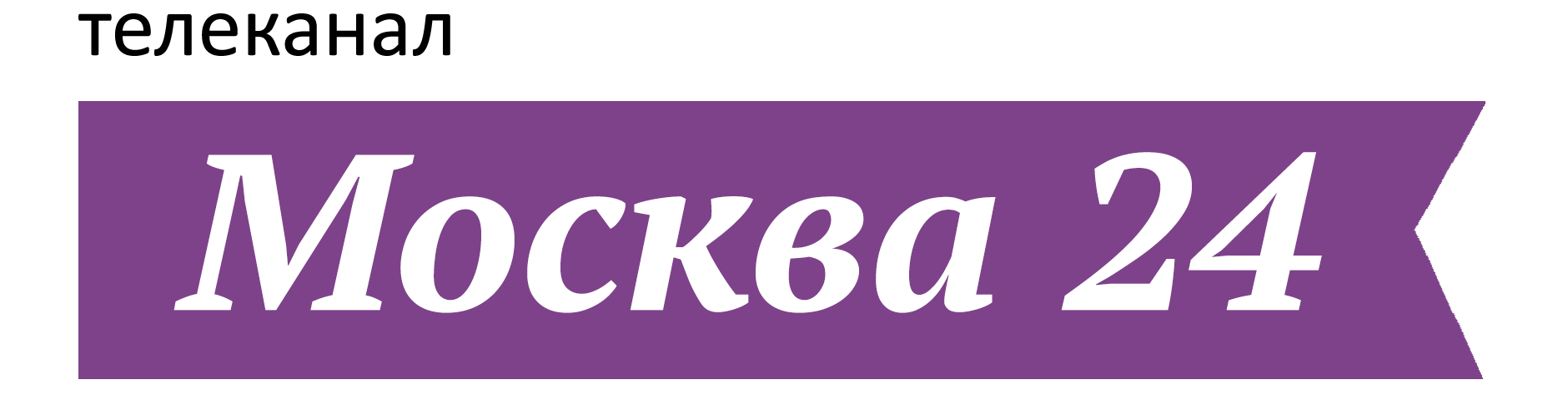
2014
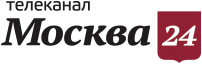
2015
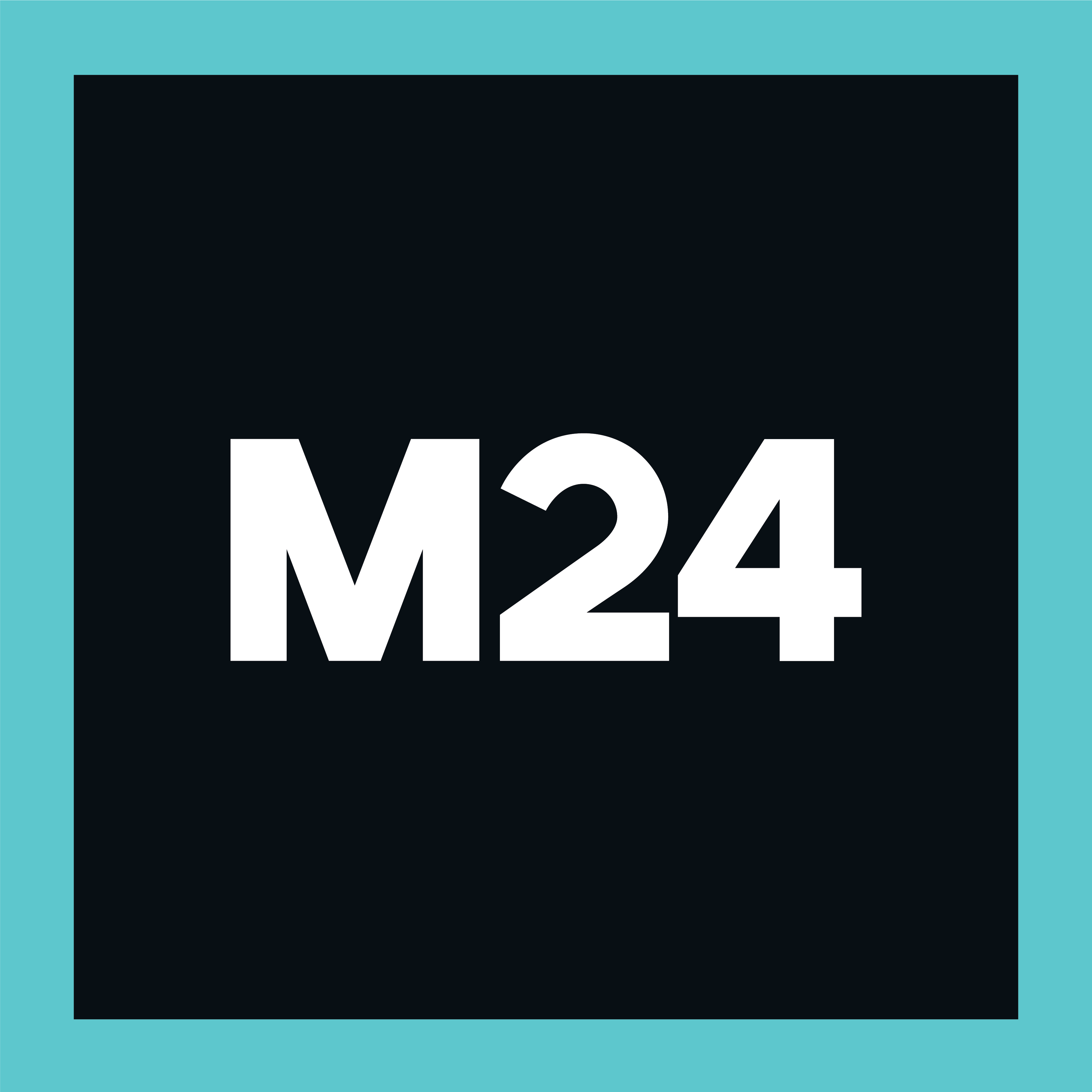
2019